# Amphiesma arquus
Amphiesma arquus là một loài rắn trong họ Colubridae. Loài này được David & Vogel mô tả khoa học đầu tiên năm 2010.